# La Albuera
La Albuera je španělské město situované v provincii Badajoz (autonomní společenství Extremadura).

## Poloha
Obec je vzdálena 21 km od města Badajoz. Patří do okresu Tierra de Badajoz a soudního okresu Badajoz. Obcí prochází národní silnice N-432.

## Historie
V roce 1834 se obec stává součástí soudního okresu Badajoz. V roce 1842 čítala obec 50 usedlostí a 244 obyvatel.

## Odkazy

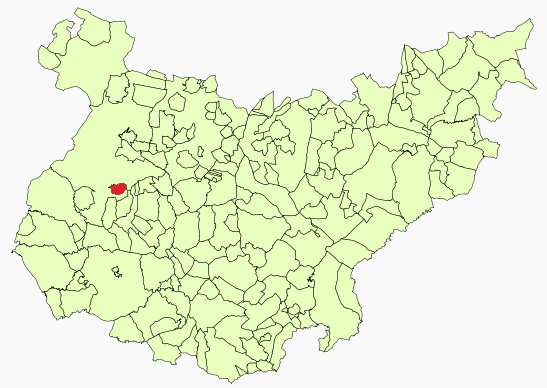
Poloha obce v provincii Badajoz

## Demografie
| Populace obce La Albuera z let (1842–2010) | Populace obce La Albuera z let (1842–2010) | Populace obce La Albuera z let (1842–2010) | Populace obce La Albuera z let (1842–2010) | Populace obce La Albuera z let (1842–2010) | Populace obce La Albuera z let (1842–2010) | Populace obce La Albuera z let (1842–2010) | Populace obce La Albuera z let (1842–2010) | Populace obce La Albuera z let (1842–2010) | Populace obce La Albuera z let (1842–2010) | Populace obce La Albuera z let (1842–2010) | Populace obce La Albuera z let (1842–2010) | Populace obce La Albuera z let (1842–2010) | Populace obce La Albuera z let (1842–2010) | Populace obce La Albuera z let (1842–2010) | Populace obce La Albuera z let (1842–2010) | Populace obce La Albuera z let (1842–2010) | Populace obce La Albuera z let (1842–2010) |
| ------------------------------------------ | ------------------------------------------ | ------------------------------------------ | ------------------------------------------ | ------------------------------------------ | ------------------------------------------ | ------------------------------------------ | ------------------------------------------ | ------------------------------------------ | ------------------------------------------ | ------------------------------------------ | ------------------------------------------ | ------------------------------------------ | ------------------------------------------ | ------------------------------------------ | ------------------------------------------ | ------------------------------------------ | ------------------------------------------ |
| 1842                                       | 1857                                       | 1860                                       | 1877                                       | 1887                                       | 1897                                       | 1900                                       | 1910                                       | 1920                                       | 1930                                       | 1940                                       | 1950                                       | 1960                                       | 1970                                       | 1981                                       | 1991                                       | 2001                                       | 2010                                       |
| 244                                        | 633                                        | 494                                        | 632                                        | 798                                        | 823                                        | 820                                        | 964                                        | 1 255                                      | 1 936                                      | 1 909                                      | 2 378                                      | 2 498                                      | 1 814                                      | 1 753                                      | 1 765                                      | 1 793                                      | 2 030                                      |